# Еміліо Бенфеле Альварес
Еміліо Бенфеле Альварес (ісп. Emilio Benfele Álvarez; нар. 15 листопада 1972) — колишній іспанський тенісист.
Найвищу одиночну позицію світового рейтингу — 81 місце досяг 5 травня 1997, парну — 91 місце — 5 липня 2004 року.
Найвищим досягненням на турнірах Великого шолома було 2 коло в одиночному розряді.
Завершив кар'єру 2005 року.

## Фінали турнірів ATP за кар'єру

### Одиночний розряд: 1 (1 поразка)
| Результат | W/L | Дата     | Турнір            | Покриття | Суперник       | Рахунок             |
| --------- | --- | -------- | ----------------- | -------- | -------------- | ------------------- |
| Поразка   | 0–1 | Лип 2000 | Кіцбюель, Австрія | Ґрунт    | Алекс Корретха | 3–6, 1–6, 0–3, ret. |

### Парний розряд: 2 (2 поразки)
| Результат | W/L | Дата     | Турнір            | Покриття | Партнер        | Суперники                       | Рахунок       |
| --------- | --- | -------- | ----------------- | -------- | -------------- | ------------------------------- | ------------- |
| Поразка   | 0–1 | Вер 2001 | Палермо, Італія   | Ґрунт    | Енцо Артоні    | Томас Карбонелл Даніель Оршанік | 2–6, 6–2, 2–6 |
| Поразка   | 0–2 | Вер 2002 | Бухарест, Румунія | Ґрунт    | Андрес Шнейтер | Єнс Кніппшильд Петер Нюборґ     | 3–6, 3–6      |

## Перемоги на гравцями першої 10-ки
| #    | Гравець      | Рейтинг | Турнір                           | Покриття | Р-д  | Рахунок  | Рейтинг Бенфеле |
| 1996 | 1996         | 1996    | 1996                             | 1996     | 1996 | 1996     | 1996            |
| ---- | ------------ | ------- | -------------------------------- | -------- | ---- | -------- | --------------- |
| 1.   | Томас Мустер | 2       | Austrian Open, Кіцбюель, Австрія | Ґрунт    | ЧФ   | 6–1, 7–5 | 160             |